# Оксазиридин

Оксазиридин.

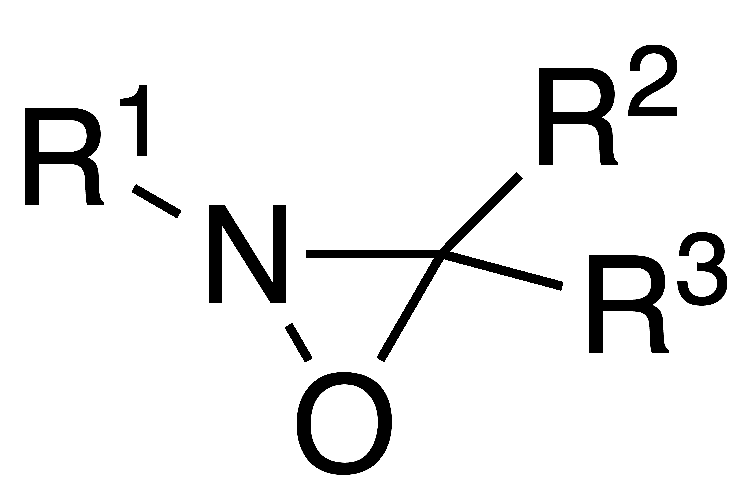
Похідні оксазиридину.

Оксазиридини (англ. oxaziridines) — хімічні сполуки, що містять у молекулі тричленний насичений гетероцикл, в який входять атоми O та N. Легко зазнають гомолітичного розриву зв'язку O–N, через що можуть використовуватися як ініціатори радикальної полімеризації.